# Alex Goude
Pour les articles homonymes, voir Goudeau et Goude.
Ne doit pas être confondu avec Alex Goode.
Alex Goude, né le 13 août 1975 à Neuilly-sur-Seine (Hauts-de-Seine), est un animateur de télévision, metteur en scène, comédien, humoriste, réalisateur, producteur, auteur et chef d'entreprise français. Il est également un ancien présentateur météo, ancien chroniqueur et ancien journaliste.

## Biographie

### Carrière

#### Avant la télévision
Jusqu'à l'âge de 18 ans, Alex Goude se destine à une carrière de footballeur professionnel, puis, jusqu'à ses 20 ans, il pratique les courses automobiles de Formule Renault, avant de débuter comme journaliste dans les jeux vidéo dans les magazines Picsou Magazine, Joypad et PlayStation Magazine ainsi que dans Le Journal de Mickey pour lequel il travaille encore actuellement.
En 2000, à l'âge de 25 ans, il suit des cours de théâtre.
Il co-écrit et met en scène Théatrouille au théâtre Comedia à Paris en 2005.
Il joue dans Les Homos préfèrent les blondes durant une année au théâtre Le Temple à Paris.

#### Télévision
Il commence une carrière d'animateur sur Disney Channel, puis travaille sur M6 où il incarne notamment le personnage de Capman, Canal+, JET et France 2 chez Laurent Ruquier. Enfin, il a été un animateur du groupe France Télévisions, sur France 2, France 3 et France 4. 
Émissions présentées sur Canal+ et M6
- Météo du Grand Journal - Canal+ : il a présenté durant la saison 2005-2006 la météo du Grand Journal sur Canal+ où il se déguisait chaque soir.
- Total Wipeout - M6 : Durant l'été 2009 et tous les vendredis soir, il a présenté ce jeu avec Stéphane Rotenberg et Sandrine Corman.
- Consultant sur le terrain - M6 : Pour les matchs de la coupe de l'UEFA, Alex Goude était aux côtés de Thierry Roland pour commenter les matchs.
- Météo du Le 19:45 - M6 : De 2009 jusqu'au vendredi 7 septembre 2012 (dernière météo).

Émissions ponctuelles sur M6
- A Vos Casques - M6 : Certains samedis, à 18h50, Alex anime une émission de la sécurité routière des deux roues.
- Les bêtisiers - M6 : en duo avec Sandrine Corman puis Agathe Lecaron jusqu'en 2010.
- À mourir de rire, bêtisier.
- Pékin Express : Le Passager mystère - M6 : Alex joue le rôle du passager mystère dans l'un des épisodes de la saison en 2012.

Émissions hebdomadaires sur M6
- La France a un incroyable talent - M6 : Il présente cette émission en duo avec Sandrine Corman de 2009 à 2013, avec Louise Ekland en 2014, puis seul en 2015.
- L'Inventeur 2012 - M6 : présentateur en duo avec Sandrine Corman en 2012. L'émission est annulée faute d'audiences.
- 60 secondes chrono - M6 : jeu de l'été et diffusé à l'automne 2012.

#### FeelGoude
Il a créé en avril 2011 sa propre société spécialisée dans le team building, la communication, l'événementiel, la mise en scène et la production audiovisuelle.
Entouré d'autres professionnels, c'est au travers de sa société qu'il propose, entre autres, des soirées avec des artistes de l'émission La France a un incroyable talent et des candidats de Top Chef.
FeelGoude est un jeu de mots entre son nom de famille Goude et le terme Feel Good, soit "bon sentiment" qui désigne un programme mettant en avant l'amitié, l'entraide ou l'amour.

### Mises en scène
Il a mis en scène Dans l'air du temps d'Anne Bernex à la Comédie des boulevards en 2012.

#### Tous des malades
En septembre 2013, Alex Goude a mis en scène la pièce de théâtre intitulée Tous des malades, avec notamment Marion Game et Alexandre Pesle.

#### Timéo, être différent c'est normal
Il a officiellement lancé le casting d'un projet de comédie musicale intitulée Timéo, être différent c'est normal dans l'émission Touche pas à mon poste ! de Cyril Hanouna, comédie musicale racontant l'histoire d'un ado handicapé voulant devenir acrobate de cirque. Alex est chargé de la mise en scène de ce spectacle qu'il suit depuis sa création.
La « Circomédie musicale » Timéo a commencé le 16 septembre 2016 au Casino de Paris et a été jouée jusqu'au 8 janvier 2017.

#### Twisted Vegas
Alex Goude est le deuxième Français depuis Line Renaud à monter sur les planches d'un casino à Las Vegas. Il joue dans son propre spectacle, Twisted Vegas, qu'il a co-écrit, co-mis en scène et dont il est le premier rôle.
Ce spectacle a débuté le 9 février 2016 et s'est terminé en mai de la même année au Westgate Resort Las Vegas (casino rendu célèbre comme celui où jouait Elvis Presley).

### Engagement associatif
Le 6 avril 2020, il participe à la campagne numérique #EnsembleSurInternet de MALD agency pour lutter contre toutes les discriminations et la haine sur Internet pendant le premier confinement national de la Covid-19 avec les associations UEJF, Urgence Homophobie, STOP Homophobie, SOS Racisme et Cool Kids Féministes et 16 autres personnalités,.
Il est par ailleurs très engagé dans la lutte contre l'homophobie depuis plusieurs années en prônant la tolérance et le respect d'autrui.

### Vie privée
Alex Goude vit une partie de l'année en France, à Paris et l'autre partie aux États-Unis, à Las Vegas. Il a été marié avec Romain Taillandier (leur divorce est annoncé en 2018) et a un enfant avec ce dernier, un garçon prénommé Elliot, né par GPA aux États-Unis, en 2015.
En juin 2016, il participe à un vif débat au sujet de la GPA face à Henri Guaino dans l'émission On n'est pas couché. Après la fin de l'émission, il dit avoir été la cible de menaces de la part de certains partisans de La Manif pour tous sur les réseaux sociaux, le poussant à porter plainte.

## Accusation d'agression sexuelle
Lors d'une émission Touche pas à mon poste ! datant du 27 septembre 2023, alors qu'il danse en compagnie de la chroniqueuse et journaliste Valérie Bénaïm, on peut l'apercevoir lui mettre une main aux fesses. Ce geste choquera plusieurs téléspectateurs que certains qualifieront d'agression sexuelle.

## Filmographie
- 2009 : Tempête de boulettes géantes : le présentateur de télévision (voix)
- 2013 : Hôtel Transylvanie : Jonathan (voix)
- 2013 : Lanfeust Quest, série d'animation déclinée de la bande dessinée Lanfeust Quest (26 épisodes, diffusée sur M6) (voix)
- 2015 : Hôtel Transylvanie 2 : Jonathan (voix)
- 2020 : Au-dessus des nuages, téléfilm de Jérôme Cornuau : l'animateur
- 2021 : Les bons maux, film de Julien Marchand : le père homophobe d'un ado homosexuel
- 2024 : Camping Paradis (saison 15, épisode 5 (en 2 parties) : Salsa au paradis) : Guillaume
- 2024 : Astrid et Raphaëlle : Paul Gérard, metteur en scène (saison 5, épisode 8)

## Émissions de télévision

### Animateur
- 2003-2004 : Zapping Zone (Disney Channel)
- 2004-2005 : Le Grand Journal (Canal+) : présentateur météo
- 2006 : Capman (M6)
- 2007 : Le People Show (JET TV)
- 2008 : Le Bêtisier 2008 avec Sandrine Corman (M6)
- 2009 : Le Grand Bêtisier de l'année avec Sandrine Corman (M6)
- 2009 : Consultant football avec Thierry Roland sur M6
- 2008-2012 : Météo sur M6
- 2009-2011 : À vos casques (M6)
- 2009 : Total Wipeout - saison 1 (M6)
- 2009 : Le Grand Bêtisier des stars (M6)
- 2009-2015 : La France a un incroyable talent - saisons 4 à 10 (M6)
- 2010 : Le Grand Bêtisier de l'été, avec Sandrine Corman (M6)
- 2010 : Le Grand Bêtisier de Noël, avec Sandrine Corman (M6)
- 2010-2015 : À mourir de rire (M6/W9)
- 2011 : La fête de la jeunesse (concert), avec Karima Charni (M6/W9)
- 2011 : Le Grand Bêtisier de l'hiver, avec Agathe Lecaron (M6)
- 2011-2016 : Le Grand Bêtisier de l'été (M6)
- 2012 : L'Inventeur 2012, avec Sandrine Corman (M6)
- 2012-2013 : 60 secondes chrono - saisons 1 et 2 (M6)
- 2014 : 50 façons de (presque) tuer sa mère (6ter)
- 2014 : Les 30 ans du Top 50 (M6/W9) : coanimation avec plusieurs animatrices et animateurs
- 2014-2016 : Total Blackout (W9)
- 2017 : Vous pouvez répéter la question ? (France 4)
- 2017 : Scientastik (France 4)
- 2017-2018 : Défis cobayes (France 4)
- 2018 : Drone Challenge Arena (France 4)
- 2018-2019 : Drôlement bêtes, les animaux en questions (France 4)
- 2019 : Ensemble c'est mieux ! (France 3 Normandie)
- 2019 : La Grande Parade de la Seine avec Vincent Chatelain (France 3)
- 2020-2021 : Jouons à la maison (France 3)
- 2020-2021 : Tous prêts pour la dictée !, coprésentation avec Marie-Sophie Lacarrau en 2020 et avec Mélanie Taravant en 2021 (France 3)
- 2020 : La Maison Lumni (France 2, France 4 et France 5)
- 2020 : Le Club Lumni (France 4)
- 2020 : Les Cahiers de vacances Lumni (France 4)
- 2020 : Le Jeu Lumni (France 4)
- 2021-2022 : 1, 2, 3 Lumni ! (France 4, puis TV5MONDE)
- 2021-2022 : Y'a pas d'erreur ? (France 2)
- 2022 : Le Nouvel An chinois (La paix, l'amitié, l'amour) (TV5MONDE et CCTV)

### Chroniqueur
- 2007 : On n'a pas tout dit présenté par Laurent Ruquier sur France 2
- Septembre 2023 : Touche pas à mon poste ! sur C8

### Animateur sur YouTube
- 2021 : Gourmandise4ever (Le Goude de la gourmandise)
- 2023 : Le goût du savoir !

### Partenariats
- Depuis 2020 : Égérie de Micromania-Zing (Instagram et YouTube)
- 2022 : Le Club de Lecture Happy Meal (McDonald's) (France Télévisions, Instagram et YouTube)
- Depuis 2022 : Kinder Joy of Moving (Instagram et YouTube)
- Depuis 2022 : Égérie de Ferrero France et Kinder France (Instagram et YouTube)

### Participant / candidat / invité
- 2010 et 2013 : Top Chef sur M6 : invité
- 2011 : J'ai testé un job qui recrute (participant parmi d'autres animateurs de la chaîne) sur M6
- 2012 : 25 ans de M6 (invité parmi d'autres animateurs de la chaîne) sur M6
- 2012 : Pékin Express sur M6 : participant
- 2015 : L'Œuf ou la Poule ? sur D8 : candidat (avec en autres, Cyril Féraud)
- 2015-2022 : Fort Boyard sur France 2 : candidat
- 2017 : Stars sous hypnose sur TF1 : participant
- 2017 : Guess My Age : Saurez-vous deviner mon âge ? sur C8 : candidat
- 2017 et 2019 : Le Grand concours des animateurs sur TF1 : candidat (gagnant en 2017)
- 2017-2023 : l'un des sociétaires du jeu de France 2, Tout le monde a son mot à dire (faisant partie de l'équipe d'un(e) candidat(e) anonyme)
- 2017 : Comme un animal sur Gulli : participant
- 2020 et 2021 : Boyard Land sur France 2 (jeu dérivé de Fort Boyard) : candidat
- 2020 : Slam (Spéciale célébrités) sur France 3 : candidat
- 2020 : Personne n'y avait pensé ! (Spéciale célébrités) sur France 3 : candidat

## Théâtre

### Metteur en scène
- 2005 : Théatrouille (également acteur et auteur)
- 2012-2013 : Dans l'air du temps - One-woman-show d'Anne Bernex
- 2014-2015 : Tous des malades de Jean-Jacques Thibaud
- 2016-2017 : Timéo de Jean-Jacques Thibaud
- 2016 : Twisted Vegas d'Alex Goude et Michael Goudeau
- Depuis 2017 : Magical Dream avec Xavier Mortimer (à Las Vegas)
- 2019 : Le piano perd les pédales avec Adri1
- 2019-2020 et depuis 2024 : Ménopause (un spectacle visuel, mais aussi olfactif)

### Comédien
- 2001 : Tailleur pour dames, Théâtre de Neuilly
- 2005 : Théatrouille de Séverine Broussy, Frédéric Lenci et lui-même
- 2005 : Les homos préfèrent les blondes de Franck Le Hen
- 2018 : La confusion des gendres de Franck Le Hen
- 2022 : Cache-moi si tu peux de Sacha Judaszko avec Léa François et Jane Resmond